# ثنائي هرم

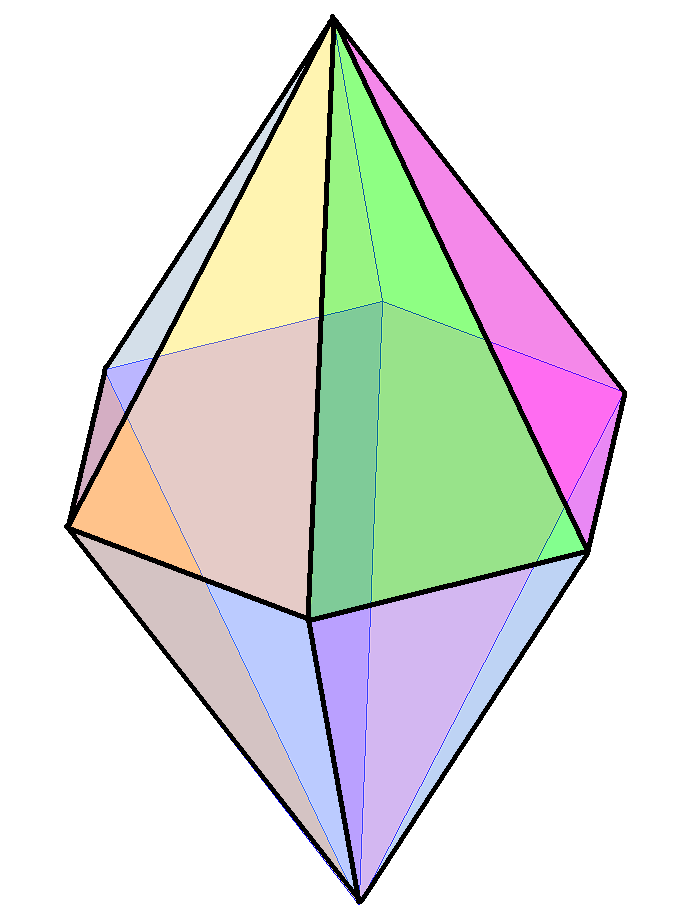
ثنائي الهرم المسدس

ثنائي الهرم أو الهرم الثنائي أو الهرم المزدوج هو متعدد وجوه يتكوَّن من دمج هرمين معًا من القاعدة إلى القاعدة. لذا، يجب أن تكون القاعدة المضلعة لكل هرم متماثلة، وما لم يُحدَّد خلاف ذلك، عادةً ما تكون رؤوس القاعدة في نفس المستوي، وعادةً ما يكون ثنائي الهرم متناظرًا، أي أن الهرمين صورتان معكوستان على مستوي قاعدتهما المشتركة. عندما تكون كل قمة من ثنائي الهرم على خط عمودي على القاعدة ويمر بمركزها، يكون هرمًا ثنائيًا قائمًا؛ وإلا يكون مائلًا. عندما تكون القاعدة مضلعًا منتظمًا، يُوصف ثنائي الهرم بأن منتظم أيضًا.